# 色雷斯海

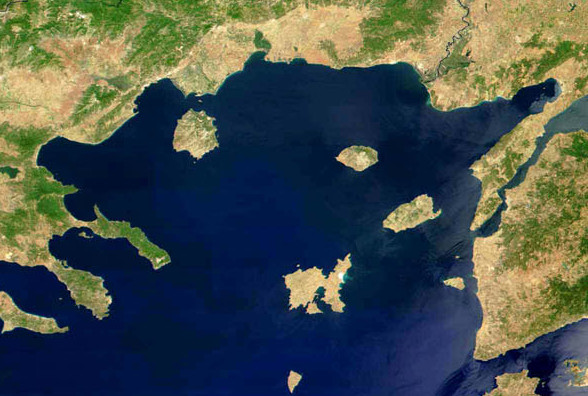
色雷斯海衛星圖

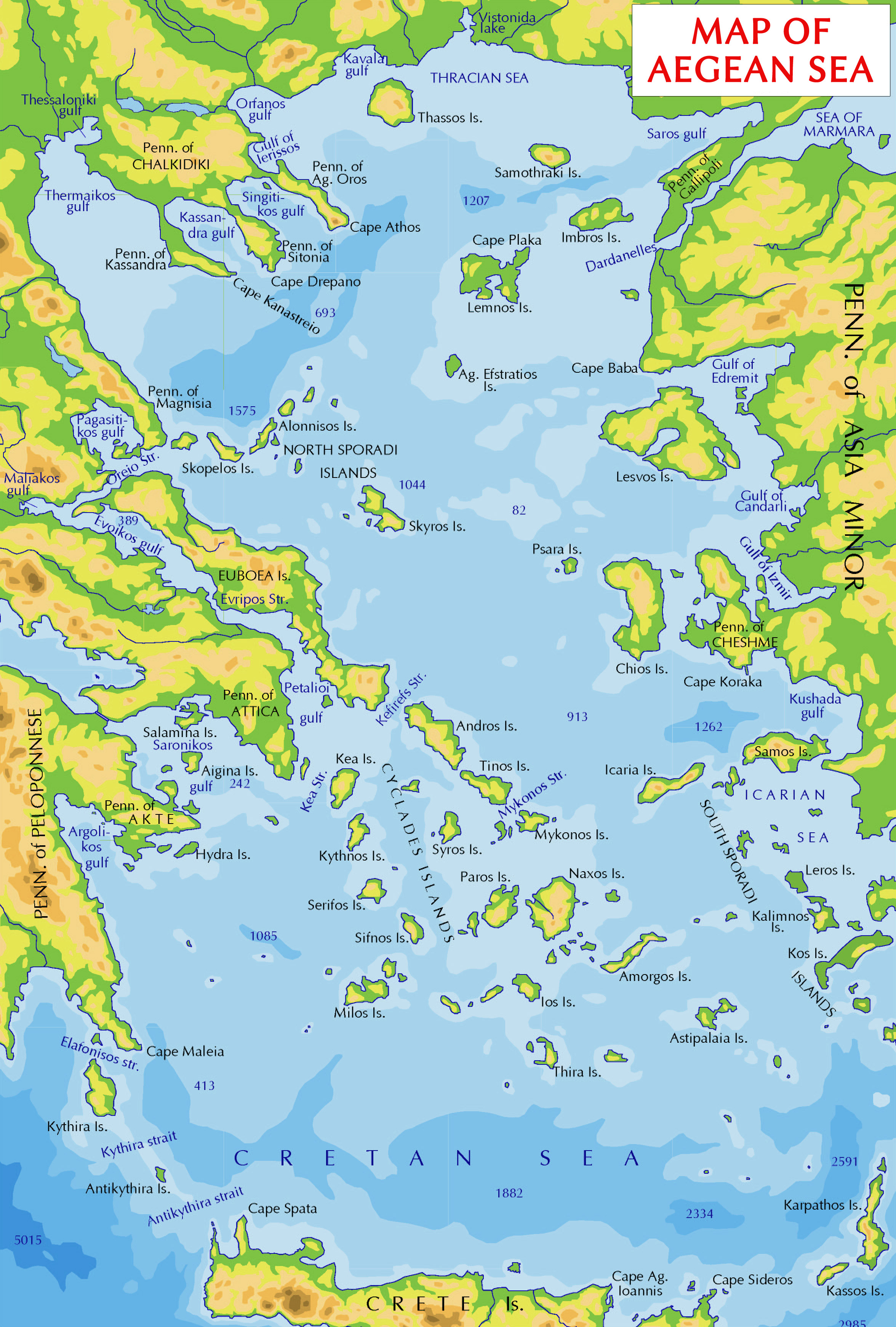
色雷斯海位于爱琴海北端

色雷斯海(Thrakiko Pelagos)，为希腊爱琴海的一部分，位于爱琴海最北端，北纬40度以北。色雷斯海滨临希腊马其顿大区、色雷斯大区以及土耳其西北部海岸的一小部分。